# Herrigocythere
Herrigocythere is een geslacht van uitgestorven kreeftachtigen uit de klasse van de Ostracoda (mosselkreeftjes).

## Soorten
- Herrigocythere definita (Herrig, 1965) Dingle, 1981 †
- Herrigocythere donzei (Weaver, 1982) Babinot, Colin & Damotte, 1985 †
- Herrigocythere hajerensis Andreue-bousset, 1991 †
- Herrigocythere triebeli (Holden, 1964) Dingle, 1981 †